# تشي دودغ
تشي دودغ هو سياسي أمريكي، ولد في 1860 في Fort Defiance, Arizona ‏ في الولايات المتحدة، وتوفي في 1947 في غانادو في الولايات المتحدة.